# Ghormach
Ghormach är en distriktshuvudort i Afghanistan. Den ligger i distriktet Ghormach och provinsen Badghis, i den nordvästra delen av landet, 500 kilometer väster om huvudstaden Kabul. Ghormach ligger 659 meter över havet och antalet invånare är 30 000.